# Andrea Martinelli
Andrea Martinelli (Prato, 12 marzo 1965) è un artista italiano.

## Biografia
Nato a Prato il 12 marzo 1965, Andrea Martinelli si diploma presso l'Istituto d'Arte di Porta Romana a Firenze.
Nel 1988 vince il premio Tito Conti dall'Accademia delle Arti del Disegno di Firenze. In quel periodo dà vita ad una serie di opere dal titolo Senescenze (titolo che il critico Maurizio Cecchetti dà alla mostra tenutasi a Firenze, Milano e Cesena nel 1993-94, di cui cura anche il catalogo), che attirano l'attenzione del critico e storico dell'arte Giovanni Testori.
Da quel momento intraprende l'attività espositiva, ordinando personali a Strasburgo, Atene, Anversa, Amsterdam, Bad Frankenhausen e Milano.
Espone alla XIII Quadriennale di Roma e alla Esposizione internazionale d'arte di Venezia nel 2003 e nel 2011.
Nel 2011, in occasione della Esposizione internazionale d'arte di Venezia, la Betty Wrong per la regia di Elisabetta Sgarbi produce un documentario dal titolo Andrea Martinelli – Lotta silenziosa.
Nel 2013 l'artista dona alla Galleria degli Uffizi l'autoritratto dal titolo La Bocca. Per l'occasione, nella Sala del Camino è stata allestita una mostra in cui, oltre all'autoritratto di Martinelli, sono presentati i disegni e i bozzetti preparatori e alcuni scatti in bianco/nero di Gianni Berengo Gardin, eseguiti durante il lavoro preparatorio dell'opera.
Nello stesso anno a Palazzo Pretorio di Prato, città dell'artista, viene presentata la mostra Hyper-portraits. Il mondo di Andrea Martinelli, una mostra sperimentale in cui le opere dell'artista diventano l'oggetto delle installazioni video-interattive realizzate da Digital Contemporary Museum di Elisabetta Rizzuto.
Nel 2015 Martinelli realizza Mistral, un cortometraggio con la regia di Alessandro Pucci. Il film è presentato in anteprima al Centro per l'arte contemporanea Luigi Pecci.